# Демшин
Демшин (укр. Демшин) — село в Каменец-Подольском районе Хмельницкой области Украины.
Население по переписи 2001 года составляло 739 человек. Почтовый индекс — 32395. Телефонный код — 3849. Занимает площадь 1,4 км².

## Местный совет
32395, Хмельницкая обл., Каменец-Подольский р-н, с. Калачковцы, ул. Ленина, 10